# بوهایمکیرشن
بوهایمکیرشن (به آلمانی: Böheimkirchen) یک منطقهٔ مسکونی در اتریش است که در ناحیه زانکت پولتن-لاند واقع شده‌است. بوهایمکیرشن ۴٬۹۴۶ نفر جمعیت دارد.

## خواهرخوانده
شهر Böhmenkirch خواهرخواندهٔ بوهایمکیرشن هست.